# Kintetsu série 80000
La série 80000 (80000系, 80000-kei) est un type de rame automotrice électrique exploité par la compagnie Kintetsu entre Osaka et Nagoya au Japon.

## Description
La série comprend onze exemplaires fabriqués par Kinki Sharyo, huit rames à 6 voitures et trois rames à 8 voitures. Le cabinet GK Design Group s'est chargé du design.
Une rame comprend une classe standard avec des rangées de 4 sièges (2+2) et une classe premium avec des rangées de 3 sièges (2+1)

## Histoire
Les premières rames de la série 80000 ont été introduites le 14 mars 2020. La série a remporté un Good Design Award en 2020 et un Blue Ribbon Award en 2021.

## Services
Les rames sont affectés aux services express Hinotori (ひのとり, phénix en français) circulant entre les gares de Osaka-Namba et Kintetsu-Nagoya via les lignes Kintetsu Namba, Osaka et Nagoya.

## Galerie photos

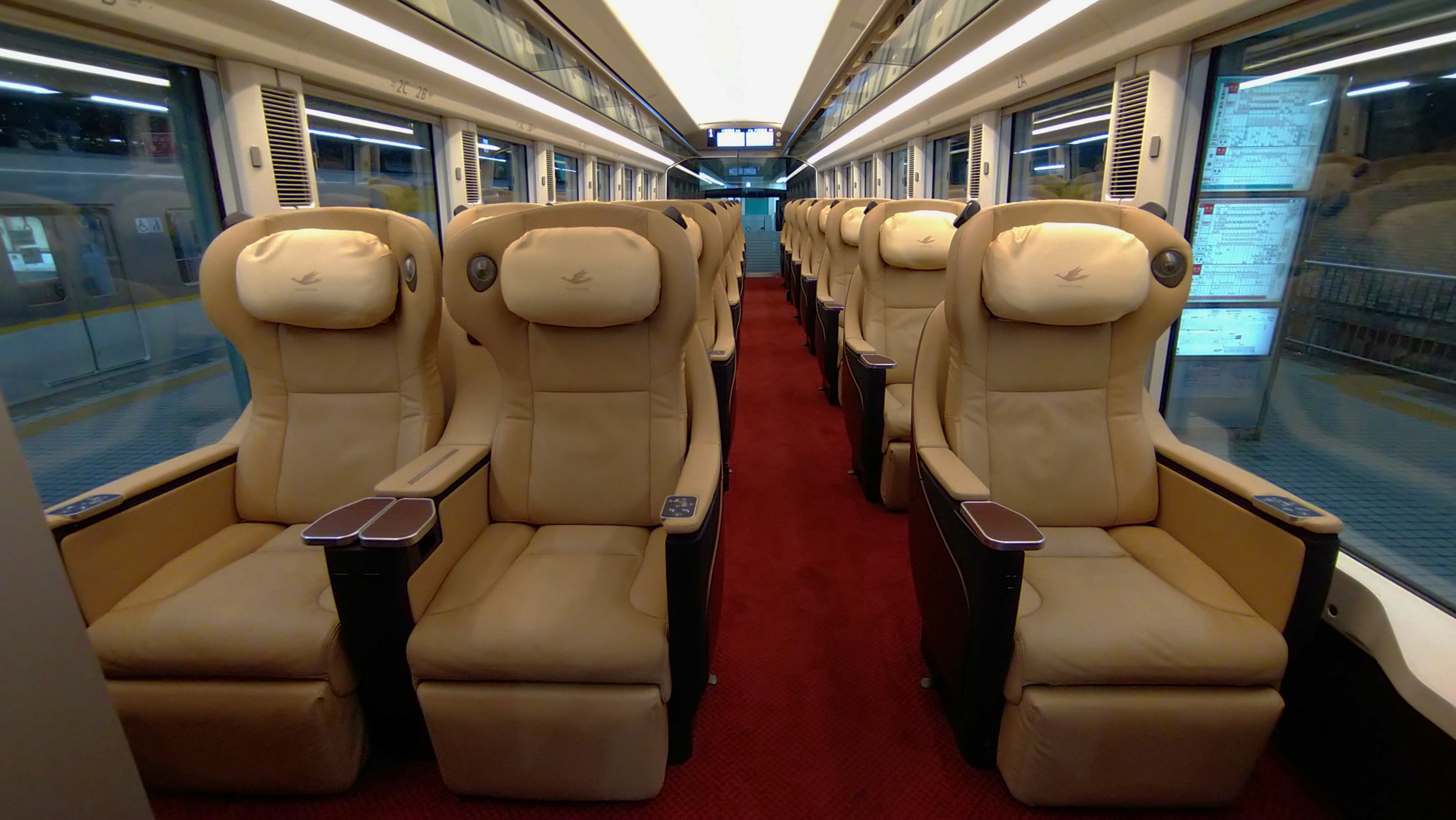
Intérieur de la classe Premium.
Intérieur de la classe standard.
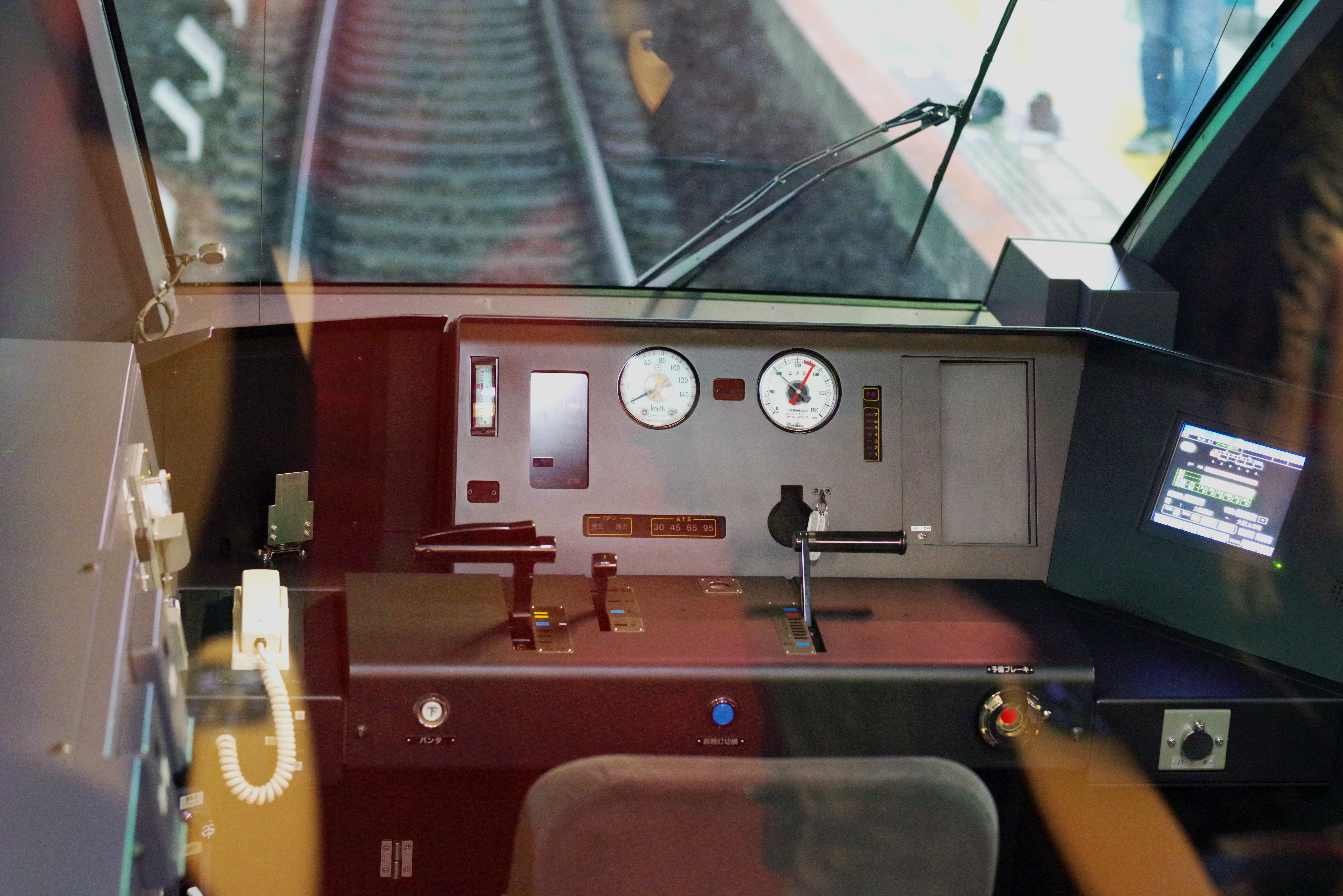
Cabine de conduite